# Narón Balompé Piñeiros
El Narón Balompé Piñeiros és un equip de futbol amb seu a Narón, a la comunitat autònoma de Galícia. Fundat l'any 1996 actualment juga a Tercera Divisió – Grup 1, i disputa els partits a casa a l'Estadio Río Seco, que té una capacitat per a 1.000 espectadors.

## Història
El Narón es va fundar l'any 1996 després de la fusió dels dos equips més importants de la ciutat, Unión Deportiva Piñeiros (1963–96) i Fútbol Sala Narón (1985–96). Va arribar per primera vegada a la quarta divisió el 2003-04.
L'equip va passar vuit temporades consecutives a la quarta categoria abans de baixar el 2011. Va competir en els playoffs d'ascens l'any 2007-08, però fou eliminat per l'Antequera CF a la primera volta (1-4 en el global).

## Temporada a temporada
| Temporada | Nivell | Divisió    | Lloc | Copa del Rei |
| --------- | ------ | ---------- | ---- | ------------ |
| 1996/97   | 7      | 2ª Aut.    | 1r   |              |
| 1997/98   | 6      | 1ª Aut.    | 12è  |              |
| 1998/99   | 6      | 1ª Aut.    | 14è  |              |
| 1999/00   | 6      | 1ª Aut.    | 12è  |              |
| 2000/01   | 6      | 1ª Aut.    | 5è   |              |
| 2001/02   | 6      | 1ª Aut.    | 1r   |              |
| 2002/03   | 5      | Pref. Aut. | 1r   |              |
| 2003/04   | 4      | 3a         | 17è  |              |
| 2004/05   | 4      | 3a         | 9è   |              |

| Temporada | Nivell | Divisió    | Lloc | Copa del Rei |
| --------- | ------ | ---------- | ---- | ------------ |
| 2005/06   | 4      | 3a         | 8è   |              |
| 2006/07   | 4      | 3a         | 10è  |              |
| 2007/08   | 4      | 3a         | 3r   |              |
| 2008/09   | 4      | 3a         | 5è   |              |
| 2009/10   | 4      | 3a         | 5è   |              |
| 2010/11   | 4      | 3a         | 18è  |              |
| 2011/12   | 5      | Pref. Aut. | 2n   |              |
| 2012/13   | 4      | 3a         | 20è  |              |
| 2013/14   | 5      | Pref. Aut. | 19è  |              |
| 2014/15   | 6      | 1ª Aut.    | 15è  |              |

- 8 temporades a Tercera Divisió
- 8 temporades a Categorias Regionals

## Jugadors destacats
Nota: aquesta llista conté jugadors que han jugat almenys 100 partits de lliga i/o han aconseguit l'estatus internacional.
- Ángel Cuéllar